# Canada Dry

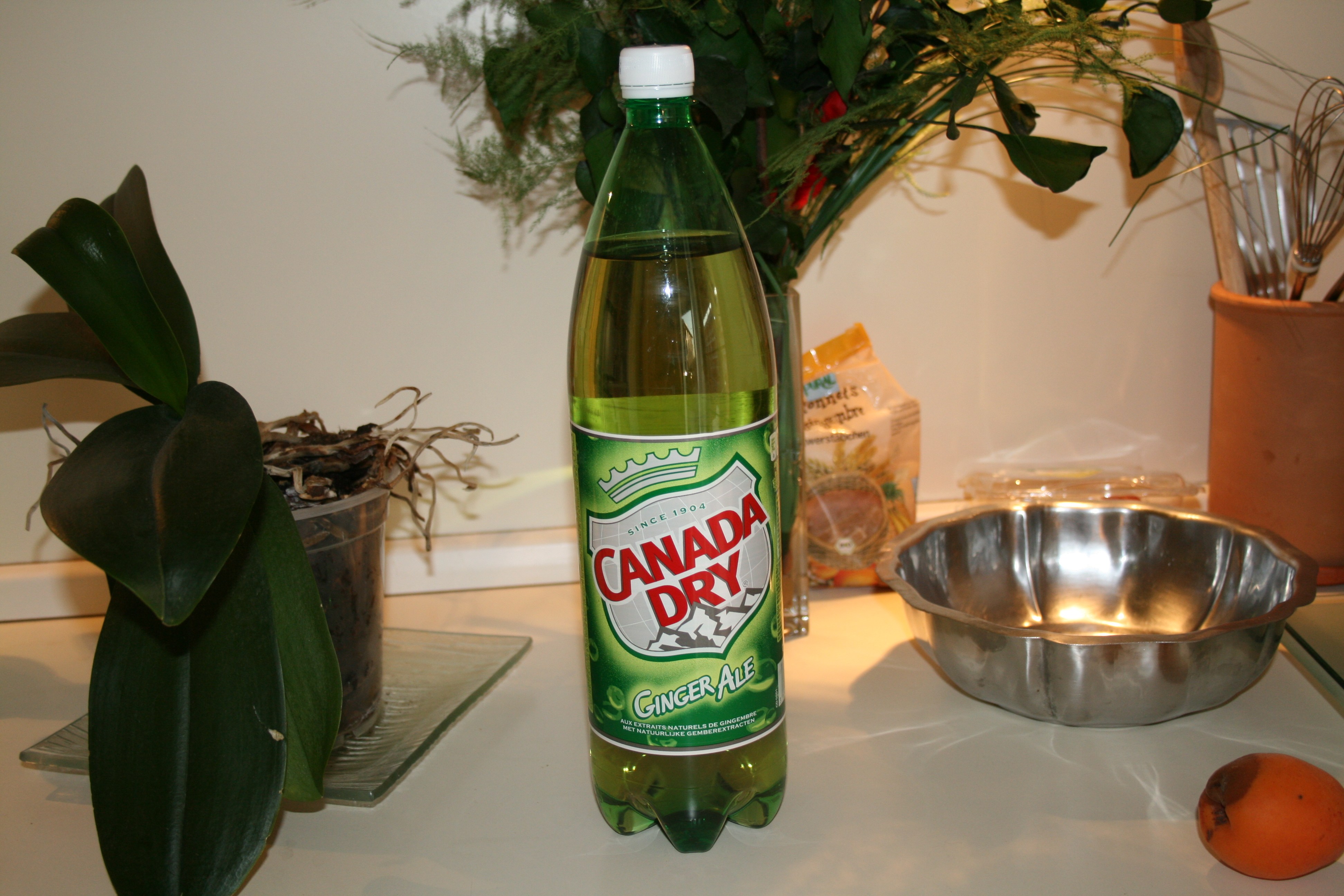
Canada Dry

Canada Dry is een merk van een frisdrank, die door Dr Pepper Snapple Group wordt gemaakt. 
Door de toevoeging van gember heeft Canada Dry zijn eigen typische smaak ('ginger ale'). Onder de merknaam worden ook tal van andere frisdranken op de markt gebracht, zoals Cola en tonic.
Het merk ontstond in 1904 en het werd in 1971 in meer dan 60 landen verkocht.

## Trivia
De naam Canada Dry wordt in België ook gebruikt voor pseudo-brugpensioenen. Dit zijn aanvullingen die de werkgever betaalt aan oudere werknemers die echter niet voldoen aan de wettelijke voorwaarden om van het werkelijk brugpensioen te genieten.